# Литвинов, Николай Николаевич (организатор производства)
Никола́й Никола́евич Литви́нов (1926—1983) — советский военно-промышленный деятель и организатор производства; Лауреат Ленинской премии (1961).

## Биография
Родился 8 декабря 1926 года в городе Георгиевске Ставропольского края в рабочей семье. С 1943 года в РККА, участник Великой Отечественной войны на Кавказе. С 1945 по 1952 годы служил в частях Северной группы войск.
С 1958 года после окончания Военно-воздушной инженерной академии им. Н. Е. Жуковского зачислен в резерв Советской армии и прикомандирован к Министерству среднего машиностроения СССР.
С 1958 года на закрытых объектах атомной промышленности СССР — направлен в закрытый город Свердловск-45 и назначен главным инженером Военно-сборочной бригады (ВСБ) на Заводе № 418 МСМ СССР.
С 1963 года направлен в закрытый город Пенза-19 с назначением начальником Военно-сборочной бригады и параллельно начальником Второго (сборочного) производства Пензенского приборостроительного завода МСМ СССР.
Умер 15 апреля 1983 году на рабочем месте, похоронен в городе Пенза-19.

## Награды

### Ордена
- Орден Ленина (1971) — «за успешное выполнение заданий пятилетнего плана по выпуску спецпродукции, внедрению новой передовой технологии»
- Орден «Знак Почёта» (1966)

### Премии
- Ленинская премия (1961) — «за организацию выпуска спецпродукции»

### Медали
- Медаль «За боевые заслуги»
- Медаль «За оборону Кавказа»
- Медаль «За победу над Германией в Великой Отечественной войне 1941—1945 гг.»